# Humberto Guimarães
Humberto Guimarães (Sabará, 1947) é um artista plástico brasileiro, graduado pela Escola Guignard em Belo Horizonte, onde atualmente é professor de Desenho.
Humberto foi ilustrador de diversos livros infantis, dentre os quais, dois escritos por Paulinho Pedra Azul. Possui também diversas obras no acervo da Fundação Clóvis Salgado em Belo Horizonte.

## Exposições

### Coletivas
- 1977 - 3rd Exhibition, Berlim
- 1981 - 6 Artistas Mineiros, MAP
- 1984 - Considerações, Galeria Paulo Campos Guimarães, BH.
- 1987 - Primeira Muestra de Ilustradores Latino-Americanos, Caracas.
- 1989 - 100 Ilustradores Brasileiros, Fundação Nacional do Livro Infantil e Juvenil, RJ.
- 1991 - Ateliê Bonfim, Palácio das Artes, BH e Parque Lage, RJ.
- 1992 - Utopias Contemporâneas, Palácio das Artes.
- 1992 - 10 Anos: Manoel Macedo Galeria de Arte, BH.
- 1992 - Retrospectiva: Fernando Pedro Escritório de Arte, Museu Mineiro, BH.
- 1994 - Cor e Luz, Espaço Cultural Cemig, BH.
- 1995 - Guaicurus, Espaço Cultural da Escola de Engenharia da UFMG, BH.
- 1995 - Mostra Nacional de Ilustradores, Casa da Cultura de Ribeirão Preto, SP.
- 1997 - Formação da Arte Contemporânea em Belo Horizonte, MAP.

### Individuais
- 1972 - Galeria Grass, Sabará
- 1980 - Sala Corpo de Exposições, BH
- 1982 - Galeria Paulo Campos Guimarães
- 1987-89 - Itaúgaleria, BH
- 1987 - Sala Arlinda Corrêa Lima, Palácio das Artes
- 1991 - Fernando Pedro Escritório de Arte, BH
- 1993 - Manoel Macedo Galeria de Arte
- 1994 - Galeria São Paulo, SP
- 1995 - Espaço Cultural Cemig

## Livros ilustrados
- 1972 - Dr. Clorofila contra o Rei Poluidor, de Márcio Sampaio
- 1979 - História Meio ao Contrário, de Ana Maria Machado
- 1985 - Chuva e Chuvisco, de Ronaldo Simões Coelho
- 1988 - Ludi vai à Praia, de Luciana Sandroni
- 1989 - O Dia de Ver meu Pai, de Vivina de Assis Viana
- 1989 - Uma fada nos meus olhos, de Paulinho Pedra Azul
- 1990 - Soltando os Bichos, de Paulinho Pedra Azul
- 1996 - A Palavra, Editora Lê, Belo Horizonte. (livro de imagens)

## Prêmios
- III Salão Global de Inverno (1975)
- Salão Nello Nuno (1978)
- Revelação de ilustração infanto-juvenil pela Associação de Críticos de Arte, SP (1979)
- Panorama da Arte Atual Brasileira (1980)
- XVIII e XIX SNAC, MAP, BH (1986-87)
- Bolsa/Doação da Pollock-Krasner Foundation, Nova York, (1994)